# Andreas Larsson
Andreas Larsson, švedski rokometaš, * 13. avgust 1974, Locketorp.
Leta 1996 je na poletnih olimpijskih igrah v Atlanti v sestavi švedske reprezentance osvojil srebrno olimpijsko medaljo; uspeh je ponovil čez štiri leta.